# Lydia Becker
Lydia Ernestine Becker, född 24 februari 1827, död 18 juli 1890, var en brittisk kvinnorättskämpe samt en amatörbiolog och amatörastronom. Hon var en ledare för den tidigaste brittiska rörelsen för kvinnlig rösträtt sedan dess grundande. Hon är främst känd som redaktören för tidningen Women's Suffrage Journal mellan 1870 och 1890.

## Biografi
Becker var bosatt i Manchester och fick en hög men informell utbildning i hemmet. Hon var intresserad av vetenskap, korresponderade med Charles Darwin och fick 1862 ett pris för en artikel i en vetenskaplig tidskrift; fem år senare grundande hon ett vetenskapligt sällskap för kvinnor. 
Lydia Becker närvarade år 1866 vid en föreläsning om kvinnors rättigheter vid National Association for the Advancement of Social Science. Hennes intresse för frågan om rösträtt för kvinnor väcktes och 1867 grundande hon Manchester Society for Women's Suffrage, den första organisationen för kvinnlig rösträtt i Storbritannien: hon grundade sedan också den första nationella rösträttsföreningen, National Society for Women's Suffrage. Rörelsen sände ut aktivister på landsomfattande turnéer, vilket var nytt. Det var vid en av rörelsens tal 1874 som Emmeline Pankhurst hörde talas om frågan första gången. 1870 grundande hon också frågans talorgan, tidningen Women's Suffrage Journal, som blev mycket populär och väckte allmänhetens intresse för frågan. En känd aktion var då en kvinna tilläts delta i valet i egenskap av änka och hushållets överhuvud: Becker uppmanade då även andra kvinnor i samma ställning att kringgå rösträttslagen på samma sätt. 
Becker skilde sig från andra samtida feminister genom sin tro på att könen borde få samma rättigheter för att de egentligen var likadana, snarare än andra samtida feministers syn på att kvinnor genom sin olikhet borde få samma rättigheter, och hon förespråkade samma utbildningssystem för båda könen. Hon ansåg dock att rösträtten främst var en fråga för ogifta kvinnor och änkor och mindre nödvändig för gifta kvinnor. 
Lydia Becker betraktas som den brittiska kvinnorörelsens grundare och centralfigur under 1800-talet.